# 看不見的說話
《看不見的說話》（英語：Deaf Voice in Court），是獨立記者關震海記錄了三年間六宗涉及聾人審訊案件的著作。作者將這些案件結集成書，旨在質疑不透明的司法手語傳譯制度，並期望為聾人爭取公平審訊的機會。

## 成書背景
獨立記者關震海於2019年成立了《誌》傳媒，旨在系統地記錄香港的發展，並以古時記事的書籍名稱為名，為香港立下一個「誌」。他勇於為新一代發聲，以文字表達思想和記憶。他表示，在資訊便利的年代，只有紙本記錄才能真正留住歷史。最近，他將跨越三年的專題報導「聾人司法傳譯制度」編輯成《看不見的說話》一書，透過自身的旁聽、調查和訪問，紀錄聾人和聽障人士在執法和司法程序中遇到的溝通不暢和不公平對待，向社會揭示這些問題。
作者將彙編的「聾人司法傳譯制度」報道命名為《看不見的說話》，是因為聾人和聽障人士在法庭上的發言，不論是手語或文字，都很難得到社會大眾的關注。作者希望讓這些「看不見的聲音」浮上水面，讓聾人和聽障人士了解自己的權利，並引起更多人對這些問題的關注。
「聾人司法傳譯制度」的範圍包括執法和司法機構。前者涵蓋警務人員和懲教人員，後者包括法庭、法庭傳譯主任和司法人員。此外，該制度還涉及刑事訴訟程序和司法審訊程序中的各個步驟，從警告、拘捕、偵查、檢控到審訊過程。
理論上，該制度旨在確保聾人和聽障人士在上述步驟中獲得適當的傳譯和設備支援，以保障他們獲得公平的執法和審訊權利。然而，當作者深入了解該議題並採訪案例時，發現所謂的「制度」只是一張涉及十多名手語傳譯員名單，而在執法和司法機構支援聾人的程序和指引方面，往往只有寥寥幾字，缺乏具體的實施方法。
《看不見的說話》正是記載了制度缺失之下，過去四年間的六宗案件。這些案件揭示了聾人和聽障人士所面臨的不公待遇，其中的情況可謂「千奇百怪」。有些人被視為「精神病患者」；有的因為回答問題不當而錯入冤獄；有些人從始至終無法與手語傳譯員進行正常交流，卻仍需出庭作供。

## 目錄
第一章︰警署、法庭、獄中的聾人傳譯問題
- MHL風化案  聾人傳譯者的雙重困難
- 張中傑刑毀案  傳譯員疑慫恿認罪
- 杜娟娟襲警案  警方不安排手語傳譯員
- 馬學禮襲擊案  獄中傳譯制度成疑

第二章︰弱聽者在法庭  手語以外的傳譯方式
- 羅鎮傑襲警案  聽錯問題罪成
- 蔡俊軒傷人案  獲安排即時字幕審訊

第三章︰誰主宰聾人/弱聽者的審判
- 傳譯制度欠透明︰
  - 手語傳譯員背景、能力、人數是一個謎
- 手語譯者︰誰主宰聾人的審判

第四章︰看得見的問題  推動者之言
- 中國 —— 傳譯員不足仍是絆腳石
- 美國 —— 殘疾人法與投訴制度
- 日本 —— 聾人運動與傳譯制度的確立
- 香港 —— 滋長不公義的手語傳譯制度

第五章︰歷史聾人案件總結
- 過住有關法庭或執法機構手語傳譯員的報道
- 手語進入立法會討論文件

## 內容
作者決定將採訪橫跨三年的專題＜聾人司法傳譯制度＞結集成書，以此留下不公平的印記。
在2019年，張中傑案中，洗車工人張中傑被控刑事毀壞，同時代表控辯雙方的手語傳譯員在庭外慫恿張中傑認罪。張中傑的妻子向警察投訴課投訴，但直到2021年才收到有關投訴「無法證實」的回覆。
同年，全聾聾人MHL風化案中，MHL被控非禮自己的女兒，被判刑9個月，但最終上訴得直。在此案中，法庭上的手語傳譯員多次犯錯，審訊中無法補救，聾人被判刑後唯一的申訴方法就只有上訴，MHL還是遭受了9個月的監禁。
2020年，全聾聾人馬學禮案中，被告被控在赤柱監獄中襲擊懲教員。事件揭示懲教人員經常向聾人「手指指」，不獲派手語傳譯員，也鮮有使用紙筆進行溝通，聾人與懲教人員之間的溝通沒有制度可言。馬學禮最終被判罪名不成立。
從2020年至2021年，嚴重弱聽少年羅鎮傑案中，羅鎮傑被控在銅鑼灣襲擊指揮官。羅鎮傑因聽錯裁判官鄭紀航的問題而入獄，上訴至高等法院後，被判發回重審。
在2021年的嚴重弱聽少年蔡俊軒傷人案中，被告被控在時代廣場傷人，在法庭安排即時字幕審訊後，蔡俊軒被判無罪。這種傳譯方式除了手語傳譯以外，是一種更有效的傳譯方法。
這些年，記者積極在法庭採訪聾人案件，翻查過去20年的聾人新聞，發現聾人的手語傳譯制度仍依賴一份17名手語傳譯員的名單，司法機構轄下的傳譯名單的考核過程、傳譯員資料及投訴機制完全不透明。政府更明確表示沒有檢討的必要。更甚的是，仍有案件揭示警方在沒有安排手語傳譯員的情況下，要求聾人上庭受審，經記者調查，這種不公義的情況比內地還要嚴重。
這本書也記錄了聾人機構「龍耳」創辦人邵日贊協助聾人的情況，包括他跟進部分個案並擔任手語傳譯員的工作。他希望社會大眾能夠認真看待並關注聾人的權益。

## 傳媒訪問
作者在接受《香港01》專訪時表示，每一個議題式的報道都是一場艱苦的「馬拉松」，需要花費好幾年的時間才能完成。要讓這些議題得到關注，打破社交媒體上不同群體之間的「信息牆」則更是困難重重，有時候專題報道甚至會無人問津。
在訪談中，作者也坦言報道仍存在許多疏漏，也缺乏足夠的人力物力去進行旁聽工作。因此，出版《看不見的說話》的另一個目的是希望更多的旁聽人士（如涉案人士的家屬和關注群體）學會如何記錄和發現法庭審訊中的問題。
作者也提醒，儘管法庭上經常發生各種荒誕事，但不能灰心喪志，因為改變往往是悄然而生的。正如關震海這場經年累月的「馬拉松」，最終換來了不同媒體斷斷續續的報道，以及平等機會委員會為回應聾人司法審訊爭議所推出的《聾健司法平等》指引，還有《看不見的說話》這本書。

## 舉辦講座
隨著《看不見的說話》的出版，作者已經開始在書店密密舉辦講座。他預計在2023年至少要做30個講座，與不同機構合作，講解聾人面對司法制度上的困難。有了這本書，他可以嘗試走另一條路，長期討論一些議題，而不像以前在雜誌寫一個專題，讀者買了那期後就不再關心。
他明白要改變制度很遙遠，但第一步是要先讓公眾看見問題所在。根據他的傳媒經驗，不只是關於聾人，報導任何小眾議題也總有人關心，即使人數不多。然而，關心通常只會維持一陣子，就會漸漸消失。因此，最重要的是讓大家學會如何持續關注這些議題。

## 外部連結
- 看不見的說話 （页面存档备份，存于）
- 《看不見的說話 DEAF VOICE IN COURT》